# Bacuéns
Os Bacuéns são um grupo indígena, atualmente considerado extinto, que habitava o Noroeste do estado brasileiro de Minas Gerais. No passado foram também chamados de botocudos.